# Савремена турска кинематографија
Представљање седме уметности у Турској је почело непуних годину дана након што су браћа Лимијер 22. децембра 1895. одржала прву пројекцију у једном париском кафеу. Прву пројекцију тог истог кратког филма, у Турској је одржао Зигмунд Вајнберг у пивници "Sponeck" у четврти Галата у Истанбулу. Као што се може претпоставити, прве филмске пројекције су биле приватног карактера и одржаване су у палати Јилдиз уз присуство султана Абдул Хамида II. Први биоскоп је отворен тек 1908. године од стране споменутог Сигмунда Вајнберга. Носио је име "Pathe Sineması" и налазио се у четврти Бејоглу у Истанбулу.  Стварање турске националне кинематографије је започело 15.10.1914. године. Тог дана је снимљен кратки документарни филм, дугачак само 150 метара, под називом "Рушење руског споменика у Сан Стефану " (Ayastefanos’taki Rus Abidesinin Yıkılışı), а режирао га је Фуат Узкинај (Fuat Uzkınay), који је тада био резервни официр (Özüyar 2016: 37). Филм је настао као знак револта због тога што су се Русија и Османско царство опет нашли нашли на супростављеним странама у рату. Први филм у Турској је тако настао из чисто пропагандних мотива.

Снимање првог играног филма у Турској је почело 1914. године и то од стране пионира турске кинематографије, Сигмунда Вајнберга. Наслов овог филма је "Венчање Химет-аге" (Himmet Ağa'nın İzdivacı). То је уједно и први филм који се са правом може назвати "турским" будући да садржи теме из живота у Турској. Нажалост, због избијања Првог светског рата, снимање овог филма је окончано тек 1918. године. Први играни филм је снимљен годину дана раније, 1917. године у режији Седата Симавија (Sedat Simavi) који је уједно био и оснивач листа Хуријет (Hürrıyet Gazetesi). Филм се звао "Шпијун" (Casus) и као што се може претпоставити, говори о једној шпијунској афери из Првог светског рата, који је у време снимања још био у току. Нажалост и први турски играни и документарни филм су до дана данашњег изгубљени.

## Почетак периода Yeşilçam
Yeşilçam (буквалан превод:зелени бор) назив је за турску филмску уметност и индустрију филма.
Од самог почетка, филмска индустрија у Турској је, у смислу финансија и помоћи, била препуштена сама себи. Финансирала се из приватних извора као и од броја продатих биоскопских карата. Иако чак до 1984. године, у Скупштини није донесен никакав закон који би се односио на филмску делатност, великим делом и због политичке нестабилности и сталних промена власти које су пратиле Турску до пре тридесетак година, један наизглед неважан законски акт из области финансија је отворио врата неслућеном развитку турског филма. Наиме, 1948. године су донесене измене Закона о општинским приходима којом се порез на домаће филмове смањи са 70% на 25%.  
У улици Јешилчам (Yeşilçam), у близини трга Таксим у Истанбулу се налазило седиште скоро свих филмских кућа, по којој је и читав талас турског филма добио име. Почетак препорода турског филма обележио је режисер и сценариста Омер Лутфи Акад (Ömer Lütfi Akad) који није имао формално образовање из области филмске уметности. Међу љубитељима филма познат као "велики платан" представљао је велики узор и инспирацију многим познатим турским режисерима. Акад означава раскид са филмом под утицајем позоришта и почетак епохе "филмаџија". Филмови "Јешилчама" су рађени по угледу на класичне холивудске филмове. Догађаји у њима се хронолошки ређају. За разлику од холивудских филмова у којима главни јунак иде ка већ утврђеном циљу и стиже до њега упркос разним препрекама, у турској верзији се јунак сусреће са својом судбином, од које искључиво зависи исход филма, тако да "хепи енд" није нешто што сигурно следи на крају филма.  Филм Омера Лутфи Акада "У име закона" (Kanun Namına) који је снимљен 1952. године представља камен темељац модерног турског филма, којим је поменути режисер у великој мери утицао на развитак турског филма. 
До државног удара 1960. године филмска продукција у Турској је годишње бележила 80 остварења. Изузев великана овог периода, о којима говоримо у овом раду, већина "филмаџија" се ослањала на култ филмских звезда и подилажење емоцијама публике. На тај начин филм је постао само средство "убијања времена" и начин да продуценти дођу до лаке зараде. Филмаџије су нагрнуле у улицу Јешилчам у којој су се налазила студија где су најстајали сценарији за све филмове. Најлакши начин да се дође до исплативог филма је било имитирање популарних светских филмских остварења. Иако није постојало довољно квалификоване радне снаге у филмској индустрији као ни техничких могућности, то није спречавало филмске раднике да сваких неколико недеља сниме по један филм, као на пример:  "Направите ми гроб од камена" (Mezarımı Taştan Oyun), "Зар је волети грех" (Sevmek Günah mı),  "Опрости ми Боже" (Affet Beni Allah'ım). Ови филмови су били пуни стереотипних ликова као што су: зли богаташи, сиромашне и поштене девојке и младићи, проститутке златног срца итд.

### Прво признање
Прво међународно признање за турски филм не долази од поменутих великана са почетка овог периода, него је дошло од стране Метина Ерксана (Metin Erksan) који је 1964. године на Берлинском филмском фестивалу добио Златног медведа за филм "Сушно лето" (Susuz Yaz), рађеног по мотивима истоименог романа Неџатија Џумалија (Necati Cumali). Ова драма говори о животу у пасивним крајевима Турске, као и о борби како за воду, тако и за жену. Иако је због еротских сцена филм био забрањен у Турској, пуштен је у биоскопе под притиском међународне јавности, додуше у мало измењеној верзији. Од тада па све до дана данашњег, турска филмска индустрија у већој или мањој мери, ствара филмове по мотивима највећих дела савремене турске књижевности. Филм постаје и део високог образовања, пошто је створена критична маса филмских радника који би могли да створе своје наследнике.

## Престанак периода Yeşilçam
Крајем 60-их почетком 70-их година долази да жанровског обогаћивања турске кинематографије која је имала за циљ да се приближи што већем броју гледалаца. То су пре свега били турски вестерн филмови, комедије, екранизације популарних стрипова као што су: Супермен и Спајдермен, "женски филмови", гангстерски филмови, историјски филмови, арабеске , еротски филмови и сл. Један од највећих филмских звезда овог периода је био познати комичар Кемал Сунал (Kemal Sunal). Крајем 70-их година, све веће политичко насиље и нестабилност у Турској, повећани трошкови производње, као и све већа присутност телевизије, су утицали на престанак овог плодног периода турског филма, чији је крај означен избијањем војног пуча 1980. године. У Турском парламенту је 1986. године усвојен Закон о музичким, видео и филмским делима бр.3257 у чијем 1. члану стоји да треба пружити пордршку овој грани индустрије у циљу ширења турске културе.
Филмови 80-их година прошлог века су окарактерисани тражењем нових форми израза, обраћањем пажње на људска осећања, положај жене и сл.Осамдесете године у турској кинематографији прати развитак ауторског филма, смањена продукција, али зато квалитатитивни скок у погледу уметничког израза.
Деведесете године су биле изузетно сиромашне када је у питању обим филмске продукције. Током тих година, је снимљено само 75 филмова. Многе филмске звезде из периода Yeşilçam су се пребациле на мале екране, а неки познати глумци као Шенер Шен (Şener Şen) су се трудили да поврате стару славу турског филма. Одлични примери за то су његови филмови "Бандит" (Eşkiya) и "Ага"(Züğürt Ağa) који су наишли на одличан пријем публике и критичара. Филмови овог периода, иако их није било много, су били веома доброг квалитета и као основне лајтмотиве су имали: носталгију за некадашњим животом, отуђење појединца и живот у новој средини. Семе поновног процвата турске кинематографије је посејано још 1986. године када је Турска скупштина усвојила закон о филму који је пружао помоћ филмској и музичкој индустрији, а ускоро је створено и Друштво за подршку филма (Sinema Destekleme Kurulu) које је пружало и наопходну материјалну помоћ за развитак овог вида уметности. 

## Поновни успон турског филма
Поновни замах Yeşilçam -а се може приметити од 2001. године када се појавила комедија "Визонтеле" у режији Јилмаза Ердогана (Yılmaz Erdoğan), која би се могла сврстати у категорију филмова "популарне носталгије". То су филмови у којима се идеализује прошлост и у којима конфликти делују безазлено. Поменути филм је базиран на успоменама режисера, о доласку првог телевизора у његов провинцијски град и свим перипетијама да се уведе једна таква новина и то баш у време када је Yeşilçam био на врхунцу. Иако је комедија, овај филм обрађује борбу секуларне и религијске Турске око врсте друштвеног уређења. Овај филм је вратио масе у биоскопе, јер је исте године у Турској имао 2,5 милиона гледалаца. 2005. године 4 милиона гледалаца је похрлило у биоскопе да погледа "Мој отац и мој син" (Babam ve Oğlum) Чагана Ирмака (Çаğаn Irmak), који обрађује судбину једног "левичара" из доба војног пуча 1980. године и његов сусрет са прошлошћу. 
Савремени турски филм је обележило неколико великих режисера као што су: Нури Блиге Џејлан, Зеки Демиркубуз, Јесим Устаоглу, Семих Капланоглу и др.
Са друге стране, осим ових ауторских фимова који имају изразити уметнички печат, треба поменути и феномен телевизијских серија које би по поуларности и моге да се сматрају правим наследником Yeşilçam -а. Њихова популарност је изашла из оквира Турске и може се сматрати једним од најважнијих амбасадора Турске у свету. Најпопуларније серије у иностранству су оне које се тичу сложених породичних односа као нпр. "Кад лишће пада", "Север Југ" или тема из ближе или даље прошлости Турске: "Сулејман Величанствени" која је имала око 400 милиона гледалаца у свету, "Ертугрул" и сл. 